# Evenredige vertegenwoordiging

Landen naar type evenredige vertegenwoordiging

Evenredige vertegenwoordiging is een kiessysteem waarbij het percentage behaalde zetels bij goede benadering evenredig is met het percentage behaalde stemmen. Een partij die 20% van de stemmen haalt, heeft in een systeem met pure evenredige vertegenwoordiging dus recht op evenredig aandeel van 20% van de zetels. 
Het evenredigheidsprincipe kan worden toegepast op zowel partijpolitieke als geografische vertegenwoordiging. Wanneer beide dimensies gelijktijdig worden gehanteerd, spreekt men van dubbelevenredigheid.
Een meerderheidsstelsel (first past the post) wordt vaak gezien als tegenhanger van evenredige vertegenwoordiging. Dit stelsel werd in Nederland gebruikt tot 1917 en wordt momenteel gebruikt in landen zoals de Verenigde Staten, het Verenigd Koninkrijk en Frankrijk.

## Voor- en nadelen
Bij evenredige vertegenwoordiging worden de voorkeuren van de kiezers nauwkeurig weerspiegeld in de samenstelling van het gekozen orgaan. Hierdoor krijgen ook kleinere partijen een realistische kans op vertegenwoordiging. Een gevolg hiervan is dat bestuursmeerderheden vrijwel altijd gevormd worden door coalities van meerdere partijen. Deze moeten compromissen sluiten om tot een gezamenlijk beleid te komen, wat de transparantie en uitlegbaarheid van het gevoerde beleid kan bemoeilijken. Voor kiezers kan het lastig zijn om beleidsverantwoordelijkheid toe te schrijven aan één partij. Tegelijkertijd bevordert het systeem de vertegenwoordiging van een breed scala aan opvattingen, wat wordt gezien als een essentieel aspect van een pluralistische democratie.

## Landen
De mate van evenredigheid van landen is meetbaar met indicatoren zoals de Gallagher Index, die het verschil tussen stem- en zetelpercentages kwantificeert. Hoe lager de score, hoe evenrediger het kiessysteem. Andere relevante maatstaven zijn de Loosemore-Hanby index en het aantal verspilde stemmen.
Enkele landen worden vaak genoemd als voorbeeld van een hoge mate van evenredigheid in hun kiesstelsels. Denk aan Zweden, Zuid-Afrika, Denemarken en Nederland, waar de verhouding stemmen vrijwel één-op-één vertaald wordt naar zetels. Deze landen maken gebruik van lage kiesdrempels, grote kiesdistricten en/of compensatiemechanismen zoals vereffeningszetels.

### Nederland
In Nederland wordt bij landelijke verkiezingen één nationaal kiesdistrict gebruikt. Dit bevordert een hoge mate van partijpolitieke evenredigheid, maar impliceert dat geografische vertegenwoordiging geen expliciete rol speelt. Voor de zetelverdeling wordt de D'Hondt-methode gebruikt. Het aantal zetels dat een partij krijgt is het aantal keren dat de kiesdeler (naar beneden afgerond) is gehaald. Zetels die overblijven, worden restzetels genoemd en middels dezelfde methode verdeeld over de partijen die de kiesdeler gehaald hebben.
Nederland kent, in vergelijking met veel andere landen, een zeer lage formele kiesdrempel. Bij verkiezingen voor de Tweede Kamer geldt dat een partij minstens de kiesdeler moet halen (het aantal stemmen dat nodig is voor één volledige zetel) om in aanmerking te komen voor een zetel of een restzetel. Daardoor fungeert de kiesdeler feitelijk ook als kiesdrempel. In sommige andere gekozen organen, zoals gemeenteraden of provinciale staten, kunnen lijsten wél een restzetel behalen zonder de kiesdeler volledig te halen.

### België
Ook in België wordt bij verkiezingen het systeem van evenredige vertegenwoordiging toegepast, maar dit vindt met name plaats op het niveau van meervoudige kiesdistricten. Op elk bestuursniveau geldt bovendien een kiesdrempel van 5% op alle bestuursniveaus. De uiteindelijke verdeling van zetels op nationaal niveau is het resultaat van de optelsom van de uitkomsten in de kiesdistricten, wat kan leiden tot afwijkingen van volledige partijpolitieke evenredigheid op landelijk niveau.

## Soorten systemen
Er bestaan verschillende berekeningswijzen om het aantal verkregen zetels te bepalen.

### Met een kiesdeler
Bij systemen met een kiesdeler wordt het aantal stemmen op elke lijst gedeeld door een getal, de kiesdeler (de kiesdeler is het quotiënt van het totaal aantal uitgebrachte geldige stemmen en het totale aantal te verdelen zetels). Die uitkomst (naar beneden afgerond) bepaalt het aantal volle zetels dat een lijst krijgt toebedeeld. De overblijvende zetels worden toegekend aan de lijsten met de grootste rest. Dit systeem wordt in België gebruikt om zetels over de kieskringen te verdelen. Een andere manier om de restzetels te verdelen over de lijsten (en lijstcombinaties) is toepassing van het stelsel van de grootste gemiddelden (in Nederland bij de parlementsverkiezingen). Hierbij wordt het op de lijst (of lijstcombinatie) uitgebrachte aantal stemmen gedeeld door het aantal volle zetels plus 1. Zo wordt het gemiddeld aantal stemmen per lijst per zetel berekend voor het geval de te verdelen restzetel naar die lijst zou gaan. De restzetel valt toe aan de lijst met het hoogste gemiddelde. Deze procedure wordt herhaald zolang er restzetels te verdelen zijn. Het stelsel van de grootste gemiddelden werkt in het voordeel van de grootste partijen. De methode van Webster is neutraal ten opzichte van de grootte van de partijen.

#### Voorbeeld
Totaal aantal geldig uitgebrachte stemmen: 8.000.000

Berekening van de kiesdeler: 8.000.000 / 150 (zetels) = 53.333 (1 zetel is zoveel stemmen waard).

Stel partij A heeft 126.000 stemmen en partij B heeft 1.227.000 stemmen.

Berekening aantal volle zetels:

A: 126.000 / 53.333 = 2 zetels, aantal reststemmen is 19.334.

B: 1.227.000 / 53.333 = 23 zetels, aantal reststemmen is 341.

Door alle reststemmen blijven er nog 1 of 2 zetels over, de restzetels.

Stel A krijgt die zetel:

 het gemiddelde wordt dan: 126.000 / (2 + 1) = 42.000 stemmen gemiddeld per zetel.

 In het geval van partij B: 1.227.000 / (23 + 1) = 51.125 stemmen gemiddeld per zetel.

Volgens het stelsel van de grootste overschotten wordt de restzetel toegekend aan partij A; het systeem van het grootste gemiddelde geeft de zetel aan partij B.

### Met delerreeksen
Bij systemen met delerreeksen worden de stemmen van elke lijst gedeeld door een reeks getallen. Deze kiesquotiënten worden in volgorde gezet, evenveel als er zetels te verdelen zijn. Elke lijst krijgt voor elk kiesquotiënt een zetel.
Er bestaan verschillende delerreeksen. Deze zijn, van meer naar minder voordelig voor kleinere lijsten:
- Sainte-Laguë: 1, 3, 5, 7, ...
- D'Hondt: 1, 2, 3, 4, ...
- Imperiali: 2, 3, 4, 5, ...

Imperiali bevoordeelt eerder de grootste partij. Zodanig dat een stemuitslag die perfect in een zetelverdeling kan omgezet worden, toch een andere zetelverdeling zal opleveren.
Zo kan bijvoorbeeld een uitslag van 48% + 36% + 16% van de stemmen perfect omgezet worden in een gemeenteraad van 25 leden naar 12 + 9 + 4 zetels (4% = 1 zetel). Desondanks zal Imperiali een andere uitslag opleveren: 13 + 9 + 3 zetels.
Binnen de systemen die beter evenredig mogen genoemd worden, heeft D'Hondt als voordeel tegenover Sainte-Laguë:
- dat het partijfragmentering nooit zal aanmoedigen: een splitsing van een kandidatenlijst zal (bij gelijk stemmenaantal) die partij geen extra zetel opleveren; een fusie van twee kandidatenlijsten zal (bij gelijk stemmenaantal) dat kartel geen zetel kosten. Sainte-Laguë is daarin neutraal: soms zal een fusie voordelig zijn, soms zal een splitsing voordelig zijn.
- dat het in een kieskring met een oneven aantal zetels (zoals alle gemeenteraden in België) een partij die de meerderheid van de stemmen heeft, altijd meer dan de helft van de zetels zal opleveren.

Bijvoorbeeld zal een stemuitslag van 51% + 31% + 18% in een kieskring met 5 zetels, door D'Hondt omgezet worden naar 3 + 1 + 1 zetel en door Sainte-Laguë naar 2 + 2 + 1 zetel.
In België wordt D'Hondt gebruikt bij de meeste verkiezingen, voor de gemeenteraadsverkiezingen gebruikt men echter Imperiali (en voor de districtsraadsverkiezingen in Antwerpen opnieuw D'Hondt).